# Fabio Sabatini
Pour les articles homonymes, voir Sabatini.
Fabio Sabatini (né le 18 février 1985 à Pescia, dans la province de Pistoia en Toscane) est un coureur cycliste italien, professionnel de 2006 à 2021.

## Biographie
Champion d'Italie du contre-la-montre juniors en 2003, Fabio Sabatini devient coureur professionnel en 2006, au sein de l'équipe Milram. Au sein de cette dernière, il fait partie du « train » des sprinters Alessandro Petacchi et Erik Zabel. Il dispute le Tour d'Italie et le Tour d'Espagne en 2007 et 2008.
En 2009, Fabio Sabatini est recruté par l'équipe Liquigas. Il est désormais équipier du sprinter de l'équipe, Daniele Bennati. Il participe au Tour de France pour la première fois en 2009. Lors du Tour d'Espagne 2009, il est deuxième de la deuxième étape, battu de peu au sprint par Gerald Ciolek. En début d'année 2010, il est deuxième de la Classica Sarda, troisième du Grand Prix de la côte étrusque. Lors du Tour d'Italie 2010, il participe à la victoire du leader de l'équipe Ivan Basso au classement général, et gagne avec ses coéquipiers le contre-la-montre par équipes. Sprinter de l'équipe en l'absence de Bennati, il se classe troisième de la deuxième étape et deuxième de la dixième étape, remportées par Tyler Farrar. En 2011, il commence une carrière de poisson-pilote auprès de Peter Sagan. La même année, il termine « lanterne rouge » du Tour de France.
En 2013, l'équipe Liquigas devient Cannondale. En août 2013, Sabatini chute lors du Tour du Colorado. Souffrant de fractures aux vertèbres thoraciques et d'un traumatisme crânien, il doit à mettre fin à sa saison.
À la fin de l'année 2014, l'équipe Cannondale disparaît. Fabio Sabatini rejoint l'équipe belge Etixx-Quick Step, qui l'engage pour deux ans. Le manager de cette équipe, Patrick Lefevere, estime que Sabatini peut être bon sur les classiques, et très utile dans les trains des sprinters de l'équipe, notamment Mark Cavendish. Ce dernier quitte l'équipe en fin de saison 2015 et est remplacé par Marcel Kittel. L'association de Fabio Sabatini avec celui-ci fonctionne mieux qu'avec Cavendish. Kittel est notamment vainqueur d'étape aux Tours d'Italie et de France. En août 2016, Sabatini prolonge le contrat qui le lie à l'équipe Etixx-Quick Step. Le mois suviant, il dispute le championnat du monde sur route à Doha, au Qatar, en tant qu'équipier d'Elia Viviani et Giacomo Nizzolo.
En 2017, Sabatini aide Marcel Kittel à gagner quatorze courses, dont cinq étapes du Tour de France. Kittel ne tarit pas d'éloges à son égard et tente de l'emmener avec lui lorsqu'il s'engage avec l'équipe Katusha pour la saison 2018. Sabatini décline cette offre, préférant rester chez Quick-Step afin d'y retrouver Elia Viviani, nouvelle recrue de l'équipe. Fabio Sabatini est sélectionné pour les championnats d'Europe de cyclisme sur route disputés en août. En septembre, il se blesse à un doigt durant un entraînement et doit arrêter à sa saison.
Fin juillet 2019, il est présélectionné pour représenter son pays aux championnats d'Europe de cyclisme sur route.
Sabatini accompagne Viviani au sein de l'équipe Cofidis à partir de 2020. C'est la dernière formation dans laquelle il évolue au cours de sa carrière, qu'il stoppe en fin d'année 2021.

## Palmarès et classements mondiaux

### Palmarès amateur
- 2003
  -  Champion d'Italie du contre-la-montre juniors
  - 1re et 4e étapes du Tour de Toscane juniors
- 2004
  - Trophée Tempestini Ledo
  - Trofeo Ristorante Pizzeria La Casa Rossa
  - 2e de la Coppa Comune di Castelfranco
  - 3e de la Coppa del Grano
- 2005
  - Coppa del Grano
  - Coppa Città di Asti
  - Coppa Cl Conglomerati Lucchesi
  - Trofeo delle Colline Capannoresi
  - 3e de la Coppa Caivano
  - 3e du Gran Premio della Liberazione

### Palmarès professionnel
- 2009
  - 8e de la Vattenfall Cyclassics
- 2010
  - 4e étape du Tour d'Italie (contre-la-montre par équipes)
  - 2e de la Classica Sarda Olbia-Pantogia
  - 3e du Grand Prix de la côte étrusque
- 2016
  - 1re étape du Tour de San Luis (contre-la-montre par équipes)

### Résultats sur les grands tours

#### Tour de France
6 participations
- 2009 : 147e
- 2011 : 167e et lanterne rouge
- 2013 : 117e
- 2014 : 118e
- 2016 : 150e
- 2017 : 154e

#### Tour d'Italie
11 participations
- 2007 : abandon (14e étape)
- 2008 : abandon (13e étape)
- 2010 : 101e, vainqueur de la 4e étape (contre-la-montre par équipes)
- 2011 : 104e
- 2012 : 79e
- 2013 : 93e
- 2015 : 110e
- 2016 : non-partant (15e étape)
- 2018 : 129e
- 2019 : 92e
- 2021 : 133e

#### Tour d'Espagne
4 participations
- 2007 : 131e
- 2008 : 102e
- 2009 : 115e
- 2018 : 152e

### Classements mondiaux
| Année                                 | 2005 | 2006 | 2007 | 2008 | 2009 | 2010 | 2011 | 2012 | 2013 | 2014 | 2015 | 2016  | 2017  | 2018  | 2019  | 2020  |
| ------------------------------------- | ---- | ---- | ---- | ---- | ---- | ---- | ---- | ---- | ---- | ---- | ---- | ----- | ----- | ----- | ----- | ----- |
| UCI ProTour                           | nc   | nc   | nc   | 148e |      |      |      |      |      |      |      |       |       |       |       |       |
| Calendrier mondial                    |      |      |      |      | 115e | 154e |      |      |      |      |      |       |       |       |       |       |
| UCI World Tour                        |      |      |      |      |      |      | 224e | 226e | nc   | nc   | nc   | nc    | nc    | 341e  |       |       |
| Classement mondial                    |      |      |      |      |      |      |      |      |      |      |      | 1187e | 2522e | 1750e | 2089e | 1992e |
| UCI Europe Tour                       | 579e |      |      |      |      |      |      |      |      |      |      | 861e  | 1657e | 1805e | 1367e | 1454e |
| UCI Asia Tour                         | nc   |      |      |      |      |      |      |      |      |      |      | nc    | nc    | 675e  |       |       |
| UCI America Tour                      | nc   |      |      |      |      |      |      |      |      |      |      | 468e  | nc    | nc    |       |       |
|                                       |      |      |      |      |      |      |      |      |      |      |      |       |       |       |       |       |
| Légende : nc = non classéSource : UCI |      |      |      |      |      |      |      |      |      |      |      |       |       |       |       |       |